# Pseudoanthidium petechiale
Pseudoanthidium petechiale är en biart som först beskrevs av Morawitz 1875.  Pseudoanthidium petechiale ingår i släktet Pseudoanthidium och familjen buksamlarbin. Inga underarter finns listade i Catalogue of Life.